# The Longest Journey (computerspelserie)
The Longest Journey (Noors: Den Lengste Reisen) is een serie point-and-click-adventure-spellen voor de computer bestaande uit drie delen. De serie werd ontwikkeld door het Noorse Funcom en stamt af van een concept bedacht door spelontwikkelaar Ragnar Tørnquist.

## Platform
| Jaar | Titel                          | Platform                                      |
| ---- | ------------------------------ | --------------------------------------------- |
| 1999 | The Longest Journey            | Windows, iOS                                  |
| 2006 | Dreamfall: The Longest Journey | Windows, Xbox                                 |
| 2014 | Dreamfall Chapters             | Windows, OS X, Linux, PlayStation 4, Xbox One |

## The Longest Journey
The Longest Journey is het eerste spel in de serie en werd uitgebracht in 1999 en wordt gespeeld als point-and-click avonturenspel in de derde persoon. De achtergronden zijn handgemaakt en er wordt gebruikgemaakt van verschillende acteurs om de rollen van de personages te vertolken. Het spel vertelt het verhaal van April Ryan, een jonge vrouw die lessen volgt aan een kunstacademie. Wanneer het spel vordert komt zij erachter dat er twee werelden zijn, haar wereld van wetenschap Stark en een andere wereld van magie Arcadia. Zij wordt daarna op een reis gestuurd om verschillende magische stenen te verzamelen, zodat beide werelden niet vergaan.
Hoewel het spel veel prijzen heeft gewonnen en door een aantal websites is uitgeroepen als een klassieker, is er wel kritiek op dit deel. Zo zijn de thema's die gebruikt worden in het spel vrij volwassen. Er wordt bijvoorbeeld verwezen naar de seksualiteit van April, de lesbische relatie die haar huisbaas heeft met een andere vrouw, verwijzingen naar pornografie, drugsverslaving en wordt er tevens veel in gevloekt. 

### Stemacteurs
- Marlies Somers - April Ryan (Nederlandse versie)
- Hero Muller - Boomgeest, Tobias Grensret, Oude draak (Nederlandse versie)

## Dreamfall: The Longest Journey
Het tweede deel genaamd Dreamfall: The Longest Journey werd uitgebracht in 2006 en is een avonturenspel met vecht- en stealthelementen. Dit deel speelt zich een aantal jaren in de toekomst af en introduceert naast April Ryan een nieuw personage, Zoë Castillo.
Zoë is een Spaans meisje dat in Casablanca woont. Het spel speelt zich af na een ramp die veel moderne technologie in Stark nutteloos heeft gemaakt en tijdens een grote oorlog die in Arcadia woedt. Zoë ontdekt een geheime samenzwering om inwoners van zowel Stark en Arcadia slaaf te worden, door hun dromen te stelen.

## Dreamfall Chapters
Dreamfall Chapters werd uitgegeven in vijf hoofdstukken tussen 21 oktober 2014 en 17 juni 2016. Het spel speelt zich af in 2220 en gaat verder met het verhaal van Dreamfall. Zoë was verraden en in een coma achtergelaten. In Chapters moet ze haar doel in het leven opnieuw vinden. De schrijvers van Dreamfall Chapters beschreven het verhaal als "hoofdstukken in het leven".
Het spel werd ontwikkeld door Red Thread Games, een ontwikkelstudio opgericht door bedenker Ragnar Tørnquist, die de vorige delen schreef en regisseerde. Dreamfall Chapters heeft de benodigde financiën verkregen door via Kickstarter fondsen te verwerven van mensen die de ontwikkeling van het spel willen steunen. Met deze Kickstarter is in totaal 1,5 miljoen dollar opgehaald, met aanvullende steun van het Noors Filminstituut.

## Trivia
- De eerste twee spellen zijn opgenomen in het boek 1001 Video Games You Must Play Before You Die van Tony Mott.